# Österreichisch-Ungarischer Ausgleich

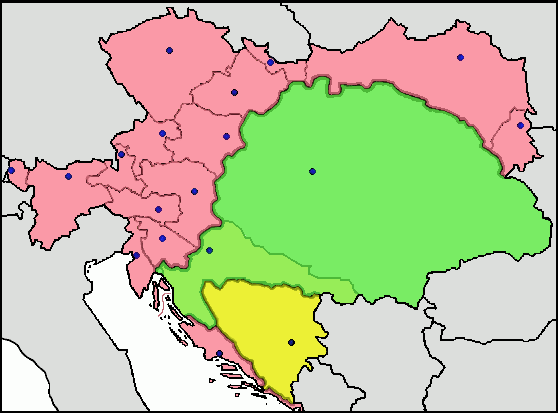
Teilung der Habsburgermonarchie durch den Ausgleich von 1867 in eine österreichische (rot) und ungarische (grün) Reichshälfte – Bosnien-Herzegowina (gelb) ab 1878 unter gemeinsamer Verwaltung

Unter dem Österreichisch-Ungarischen Ausgleich versteht man die verfassungsrechtlichen Vereinbarungen, durch die das Kaisertum Österreich in die Doppelmonarchie Österreich-Ungarn umgewandelt wurde.

## Hintergrund
Nach der Niederlage im Deutschen Krieg von 1866 war Kaiser Franz Joseph I. gezwungen, die Nationalitätenfrage im Vielvölkerstaat zu lösen. Die offenkundige Beschränkung der inneren Autonomie in den Ländern der ungarischen Krone, wie sie nach der Niederschlagung der ungarischen Revolution und des Freiheitskrieges von 1848/49 absolutistisch festgelegt wurde, konnte wegen des passiven Widerstandes der führenden magyarischen Schichten gegen den Einheitsstaat nicht mehr aufrechterhalten werden.
Deshalb traten 1866 die k.k. Regierung und der ungarische Landtag zu Verhandlungen zusammen. Diese führten im Februar 1867 zur Wiederherstellung des ungarischen Reichstages von 1848 (statt eines Landtages), zur Bildung des konstitutionellen ungarischen Ministeriums (einer königlich-ungarischen Regierung) und am 8. Juni 1867 zur Krönung Franz Josephs I. in Budapest. Die Länder der ungarischen Krone („Länder der heiligen ungarischen Stephanskrone“) waren nun von Österreich innenpolitisch unabhängig; vor allem bei Außenpolitik und Militär hatte der Monarch aber auf einer Realunion zwischen Österreich (juristisch und politisch dort oft Cisleithanien genannt) und Ungarn (Transleithanien) bestanden; ihre Einrichtungen wurden als k.u.k. bezeichnet.
51 Jahre später wurde diese Realunion wenige Tage vor dem Ende des Ersten Weltkriegs per 31. Oktober 1918 mit Zustimmung von König Karl IV., gleichzeitig Kaiser Karl I. von Österreich, von der ungarischen Regierung aufgekündigt. Der Monarch stand nur mehr in Personalunion an der Spitze von Österreich und Ungarn.

## Geschichte

### Wiederherstellung des ungarischen Staates

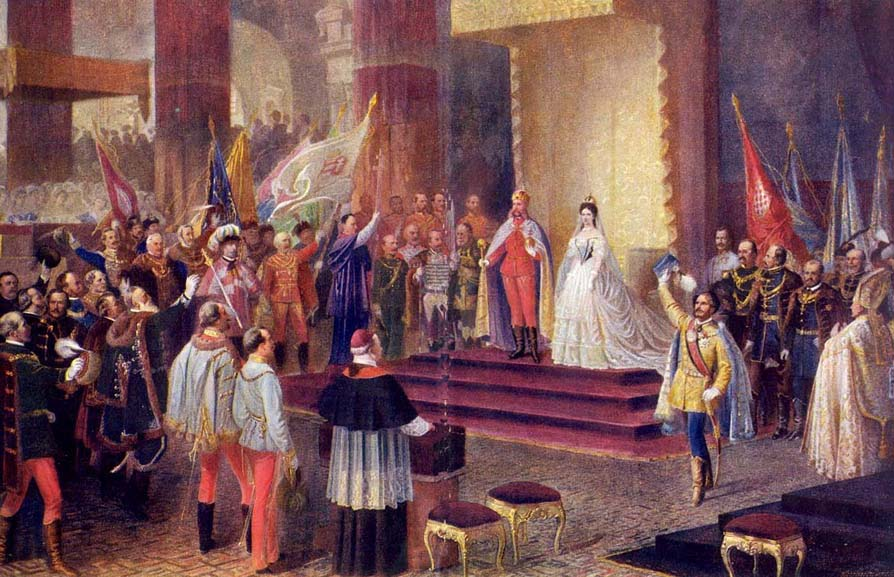
Krönung von Franz Joseph und Elisabeth zum Königspaar von Ungarn

Die Notlage der Monarchie nach dem Italienischen Krieg von 1859 zwang die kaiserliche Regierung in Wien zur Nachgiebigkeit: Nachdem Erzherzog Albrecht als Generalgouverneur durch den Ungarn Benedek ersetzt worden war, wurde mit dem Oktoberdiplom des Monarchen am 20. Oktober 1860 die alte Verfassung Ungarns vor 1848 im Wesentlichen wiederhergestellt und der Landtag zur Beratung eines neuen Wahlgesetzes berufen, das die Vertretung aller Stände ermöglichen sollte. Die ungarische Hofkanzlei, die Komitatsverwaltung, die ungarische Justiz mit der Curia regia und dem Judex curiae in Pest, das Amt des Tavernicus und die ungarische Sprache als Amtssprache wurden wiederhergestellt. Die auswärtigen Beamten mussten das Feld räumen, die von Wien vorgegebenen Gesetze wurden für aufgehoben erklärt.
Diese Zugeständnisse wurden von den führenden Schichten der Magyaren aber nur als Abschlagszahlung angenommen; als Preis der Versöhnung forderten sie die völlige Wiederherstellung des alten Rechtszustandes mit Einschluss der Gesetze von 1848 und eine Amnestie für alle, die sich den kaiserlichen Wünschen nicht gebeugt hatten. Im Februar 1861 berief die k.k. Regierung gleichzeitig mit der Verkündung einer neuen Verfassung für den Gesamtstaat den Landtag nach dem Wahlgesetz von 1848 ein; dieser wurde am 6. April eröffnet. Das Unterhaus, in dem der Schwerpunkt der Verhandlungen lag, spaltete sich in zwei Parteien, die Adresspartei unter Ferenc Deák (1803–1876), die den Standpunkt der Nation der Februarverfassung gegenüber in einer Adresse an den Monarchen darlegen und damit den Weg von Verhandlungen betreten wollte, und die Beschlusspartei unter Kálmán Tisza, die die Rechtsgültigkeit der 1848er Gesetze durch einfachen Beschluss erklären wollte. Nach langen Debatten siegte am 5. Juni die Adresspartei mit 155 gegen 152 Stimmen, aber ihre Forderung, den österreichischen Einfluss auf Ungarn auf eine Personalunion mit Österreich zu reduzieren, wurde am 8. Juli 1861 vom Kaiser mit der Forderung der vorherigen Revision der 1848er Gesetze beantwortet.
Als der ungarische Landtag darauf in einer zweiten Adresse die Pragmatische Sanktion und die Gesetze von 1848 als die allein annehmbare Grundlage bezeichnete, die Krönung Franz Josephs von der Wiedervereinigung der Nebenländer mit Ungarn abhängig machte, die Beschickung des Reichsrats in Wien ablehnte und gegen jeden Beschluss desselben protestierte, brach die Wiener Regierung alle weiteren Verhandlungen ab. „Österreich kann warten“, erklärte Staatsminister Anton von Schmerling in der Hoffnung, dass Ungarn sich schließlich der Februarverfassung fügen werde. Bis dahin wurde, nachdem der Landtag am 21. August 1861 aufgelöst worden war, wieder absolutistisch regiert. Gleichzeitig versuchte man die öffentliche Meinung durch eine Amnestie der politischen Strafgefangenen und Flüchtlinge sowie durch eine Spende von 20 Mio. Gulden zur Linderung einer entsetzlichen Hungersnot (1863) zu gewinnen. Aber schon 1865 wurde in Wien das Regierungssystem wieder geändert: Vom liberalen Zentralismus Schmerlings ging man zum altkonservativen Föderalismus Belcredis über.
Nach einem neuen Besuch Kaiser Franz Josephs in Pest wurden die Führer der altkonservativen Partei in Ungarn, Graf Mailath und Baron Sennyey, an die Spitze der ungarischen Regierung gestellt. Am 14. Dezember 1865 wurde der ungarische Landtag von neuem eröffnet. Die Thronrede versprach die Wiederherstellung der Integrität der ungarischen Krone, erkannte die Rechtskontinuität und die formelle Gültigkeit der Gesetze von 1848 an, forderte aber deren Revision vor der Einführung. Die Verhandlungen hierüber und über die Feststellung der gemeinsamen Angelegenheiten der Gesamtmonarchie waren noch nicht zum Abschluss gediehen, als wegen des Österreichisch-Preußischen Krieges der Landtag am 26. Juni 1866 geschlossen wurde.

### Österreichisch-Ungarischer Ausgleich
In dem Streit, der nach dem Frieden von Prag in Österreich über die Neugestaltung des Reiches ausbrach, nahmen die Ungarn unter Führung von Ferenc Deák von Anfang an eine klare, bestimmte Stellung ein und erreichten dadurch die meisten ihrer Ziele. Um der Auflösung der Monarchie in fünf Königreiche und der Herrschaft der Slawen vorzubeugen, entschied sich Ministerpräsident Friedrich Ferdinand von Beust mit Zustimmung der Deutschliberalen für den Dualismus, für die Teilung des bisherigen Kaisertums Österreich in eine westliche Hälfte, wo die Deutschen, und eine östliche Hälfte, wo die Magyaren das Übergewicht haben sollten. Von Beust verständigte sich in persönlichen Verhandlungen mit den Führern der Deákpartei über die Bedingungen des Ausgleichs zwischen Österreich und Ungarn.
Am 17. Februar 1867 wurde Graf Gyula Andrássy von Franz Joseph I. zum ungarischen Ministerpräsidenten berufen. Dem Reichstag, wie der Landtag nun wieder hieß, wurde am 18. Februar 1867 die Wiederherstellung der Verfassung von 1848, für welche nur wenige Modifikationen ausbedungen wurden, angezeigt. Zwei Tage später bildete Andrássy seine Regierung. Siebenbürgen und das Banat wurden wieder mit Ungarn vereinigt. Am 27. Februar 1867 wurde der ungarische Reichstag wiederhergestellt. Am 15. März leistete Graf Andrássy mit seiner Regierung in Ofen König Franz Joseph I. den Treueeid.
Zugleich traten die Regelungen des österreichisch-ungarischen Ausgleichs de facto in Kraft; de jure wurden sie in Ungarn (nach der feierlichen Krönung Franz Josephs I. am 8. Juni) mit Gesetzesartikel XII vom 12. Juni 1867 und in Österreich als inoffiziell Delegationsgesetz genannter Teil der Dezemberverfassung vom 21. Dezember 1867 publiziert (Gesetz über die allen Ländern der österreichischen Monarchie gemeinsamen Angelegenheiten und die Art ihrer Behandlung).

### Gemeinsame Ministerien, Delegationen, Zentralbehörden
Die Verhandlungen zwischen dem österreichischen Ministerpräsidenten Friedrich von Beust und den ungarischen Politikern Ferenc Deák und Gyula Andrássy erbrachten, dass Ungarn innenpolitisch praktisch unabhängig wurde. Neben der Person des Monarchen, der zugleich König von Ungarn und Kaiser von Österreich war, blieben nur das k.u.k. Außenministerium, das Kriegsministerium sowie das Reichsfinanzministerium (dieses lediglich zur Finanzierung von Außenpolitik, Heer und Kriegsmarine) „pragmatisch gemeinsame Angelegenheiten“. Erster k.u.k. Außenminister wurde von Beust (1867–1871), gefolgt von Andrássy (1871–1879).
→ Siehe auch: Vorsitzende des Ministerrats für gemeinsame Angelegenheiten
Ungarn legte Wert darauf, dass die drei gemeinsamen Ministerien nicht als übergeordnete Regierung erschienen. Nach Beust trug daher niemand mehr den Titel Reichskanzler; nach 1900 wurde der Begriff Reich auch aus der Bezeichnung von Kriegsministerium und gemeinsamem Finanzministerium weggelassen. Diese Veränderungen wurden nicht gesetzlich festgelegt, sondern sind den Ernennungsschreiben des Monarchen für die Minister zu entnehmen.
Den drei gemeinsamen Ministerien – „kaiserlich und königlich“ (k.u.k.) – standen als Volksvertretung die jährlich tagenden Delegationen gegenüber, getrennte Ausschüsse des österreichischen Reichsrates und des ungarischen Reichstages, die von beiden Häusern des jeweiligen Parlaments beschickt wurden. Die nach österreichischem und nach ungarischem Gesetz zu übereinstimmenden Beschlüssen ermächtigten Delegationen waren mit je 60 Mitgliedern gleich groß, tagten zur gleichen Zeit in derselben Stadt (abwechselnd in Wien und Budapest), aber getrennt voneinander. Ein gemeinsamer Beschluss kam nur zu Stande, wenn die Vorlage in jeder der beiden Delegationen mit Mehrheit angenommen wurde. Das Überstimmen der Mehrheit einer Delegation durch eine Minderheit, die mit der Mehrheit der anderen Delegation stimmte, wäre zwar im Notfall gemäß Delegationsgesetz in gemeinsamer Plenarsitzung möglich gewesen, wurde aber aus politischen Gründen de facto ausgeschlossen. Die Beschlüsse der Delegationen waren zu ihrer Verbindlichkeit vom Monarchen zu sanktionieren (= genehmigen).
Weitere gemeinsame Zentralbehörden waren:
- Gemeinsamer Staatsgerichtshof (dieser trat niemals zusammen)
- Gemeinsamer Oberster Rechnungshof (zur Kontrolle der Gebarung der drei gemeinsamen Ministerien)
- Konsularobergericht (Disziplinargericht für den auswärtigen Dienst)
- Militärjustizsenat (zu Angelegenheiten der gemeinsamen Streitkräfte)

Für die gemeinsamen Angelegenheiten wurden durch zwei Deputationen (ebenfalls Ausschüsse der beiden Parlamente, aber nur je 15 Personen) eine Kostenaufteilung zwischen Cis- und Transleithanien festgelegt, die alle zehn Jahre zu revidieren war. Ab 1867 waren das für Ungarn 30 Prozent der Gesamtkosten. Diese Quote wurde bei den Ausgleichsverhandlungen 1888 auf 31,4 Prozent und 1907 auf 36,4 Prozent erhöht. 1917 konnte man sich über Änderungen nicht mehr einigen.

### Ministerrat für gemeinsame Angelegenheiten
Der Ministerrat für gemeinsame Angelegenheiten war das Gremium, in dem die drei gemeinsamen Minister mit den Ministerpräsidenten beider Reichshälften die Außen- und Verteidigungspolitik der Gesamtmonarchie abstimmten. Seit 1869 nahmen neben dem k.u.k. Außenminister als Vorsitzendem sowie dem Kriegs- und dem gemeinsamen Finanzminister auch der österreichische und der ungarische Ministerpräsident stimmberechtigt teil, bei Bedarf auch Minister aus beiden Reichshälften und Fachbeamte. Meistens war auch der Generalstabschef anwesend, der das Recht besaß, dem Monarchen direkt vorzutragen. Der Monarch selbst war nach seinem Ermessen anwesend.
Nur der erste Vorsitzende des gemeinsamen Ministerrats, Friedrich Ferdinand von Beust, trug den Titel Reichskanzler, den Wünschen des Kaisers und altösterreichischer Spitzenpolitiker entsprechend; später waren die Ungarn an der Vermeidung des Reichsbegriffs für gemeinsame Angelegenheiten interessiert. Der Wirkungskreis des gemeinsamen Ministerrats beschränkte sich auf Außenpolitik und Kriegswesen sowie beider Finanzierung sowie auf staatsrechtliche Prinzipien und die Mitwirkung an den alle zehn Jahre stattfindenden Verhandlungen zwischen Österreich und Ungarn zur Adaptierung der Ausgleichsregelungen.
Da der gemeinsame Ministerrat nur den Teil der Regierungsgeschäfte wahrzunehmen hatte, den der Monarch als seine Prärogative betrachtete, kann man ihn nicht als Regierung Österreich-Ungarns bezeichnen. Er war vor allem das höchste beratende Organ des Monarchen, Hauptfunktion war die mündliche Aussprache. Im späteren Verlaufe des Ersten Weltkriegs verlor der gemeinsame Ministerrat an Bedeutung: Kaiser Karls I./IV. Machtbereich und Machtbefugnisse wurden immer mehr auf die Person des Außenministers und seine „Clique“ transponiert.

### Getrennte Ministerien, gemeinsame Währung
Alle anderen Ressorts gab es getrennt: in Österreich „kaiserlich-königlich“ (k.k.), in Ungarn „königlich ungarisch“ (k. oder k.u.). Jede Reichshälfte hatte ihren eigenen Ministerpräsidenten. Die innere Verfassung der österreichischen (Cisleithanien) und die der ungarischen Reichshälfte (Transleithanien) unterschieden sich in der Folge deutlich, unter anderem war das Wahlrecht unterschiedlich geregelt. Man einigte sich jedoch auf eine Handels- und Zollunion (dualistische Angelegenheiten) sowie die gegenseitige automatische Anerkennung von Patenten und ähnlichen Rechten und behielt die Gulden-, später die Kronenwährung gemeinsam (Oesterreichisch-ungarische Bank).

### Königskrönung in Buda
Mit allem Pomp früherer Jahrhunderte erfolgte am 8. Juni 1867 in der Matthiaskirche von Buda (vorher deutsch als Ofen bezeichnet, später rechtsufriger Teil von Budapest) die feierliche Krönung des Königs und der Königin Elisabeth, die sich in besonderer Weise für den Ausgleich eingesetzt haben soll. Das Königspaar erhielt anlässlich der Krönung vom ungarischen Staat Schloss Gödöllő zur persönlichen Disposition. Damit war die Versöhnung der Magyaren mit der Dynastie besiegelt. Die heimgekehrten Flüchtlinge schlossen sich ehrlich der neuen Ordnung der Dinge an. Das Volk bestätigte bei jeder Gelegenheit seine Loyalität, und der Reichstag, in welchem die gemäßigte Deákpartei zunächst noch die entschiedene Mehrheit hatte, nahm 1868 bereitwilligst das Wehrgesetz in der Fassung der Regierung an. Nicht nur das stehende Heer, sondern vorerst auch die Landwehr wurde in der Gemeinsamen Armee unter den Befehl des Reichskriegsministeriums gestellt, die Letztere jedoch als Honvédarmee unter dem Kommando von Erzherzog Joseph besonders organisiert.

### Magyarisierungsbestrebungen in Ungarn
Die anderen Bevölkerungsgruppen der Monarchie profitierten vom österreichisch-ungarischen Ausgleich nicht; nur Ungarn war nun als eigenständiger Staat anerkannt. Die österreichische Reichshälfte grenzte im Norden (Bukowina, Galizien), Westen (Mähren, Österreich unter der Enns, Steiermark) und Südwesten (Krain, Dalmatien) an die ungarische (mit Kroatien, der Freien Stadt Fiume und Siebenbürgen). Da an der Grenze zwischen den beiden Kernländern Österreich und Ungarn die Leitha floss (heute verläuft die Grenze weiter östlich), sprach man aus der Sicht Wiens bald von Cisleithanien (lat. cis = diesseits) und Transleithanien (lat. trans = jenseits).
Die Regelung von Nationalitätenfragen war nun den Regierungen in Wien und Budapest in eigener Verantwortung überlassen („Nehmt ihr eure Horden, wir nehmen unsere“). Dies führte zu Spannungen, vor allem mit den in beiden Reichshälften siedelnden Slawen. Die beiden Regierungen hatten dazu ganz unterschiedliche Konzepte: War Cisleithanien offiziell ein Vielvölkerstaat, so hatten die führenden Köpfe in Transleithanien nun die Absicht, die nicht-magyarische Hälfte der Einwohnerschaft in wenigen Jahrzehnten zu magyarisieren. Topografische Namen, das ungarische Schulsystem und das Wahlsystem zum Reichstag in Budapest wurden nun darauf abgestimmt.

### Ungarisch-Kroatischer Ausgleich
Kroatien, das wie in der Revolution 1848 loyal zu den Habsburgern gestanden war, wurde ein separater Ausgleich mit Ungarn versprochen, der letztlich am 20. September 1868 zustande kam. Kroatiens Erwartungen wurden dabei nicht erfüllt. Es konnte zwar einen Sub-Dualismus innerhalb Ungarns erreichen (Ungarisch-Kroatischer Ausgleich), war in allen wichtigen Angelegenheiten aber von der Regierung in Budapest abhängig.

### Ungarische Reformen
Das Bewusstsein des durch Ausdauer und Klugheit errungenen politischen Siegs trieb die Magyaren an, den freiheitlichen Ausbau des Staates möglichst rasch zu vollenden. Die politische Gleichstellung der Juden wurde am 20. Dezember 1867 im Parlament ohne nennenswerte Opposition angenommen. Des Weiteren folgten Bestimmungen über die fakultative Zivilehe, ein Volksschulgesetz u. a. Das Nationalitätengesetz vom 29. November 1868 bestimmte, dass alle Bewohner Ungarns die einheitliche und unteilbare ungarische Nation bilden, die ungarische Sprache Staatssprache sein sollte. Das Übergewicht der Magyaren, die etwa 50 % der Bevölkerung stellten, bei den Wahlen wurde durch Verteilung der Wahlbezirke und des Stimmrechts aufrechterhalten. Die Verkehrserschließung durch die Ungarische Staatsbahn sollte die materielle Entwicklung des Landes fördern.

### Der König in Buda
Eines der äußeren Symbole des Ausgleichs war der jährliche mehrwöchige Aufenthalt des Kaisers und Königs Franz Joseph I. in Buda (später Budapest). Als König von Ungarn residierte er auf der Budaer Burg und nahm in dieser Zeit – in ungarischer Sprache und in eine ungarische Uniform gekleidet – mit den Ministern des Königreiches Ungarn und dem königlichen ungarischen Reichstag seine ungarischen Ämter wahr. Seine Gattin, Kaiserin und Königin Elisabeth (ungar. Erzsébet királyné), verkehrte oft in der ungarischen Hocharistokratie und hielt sich gern in Schloss Gödöllő bei Budapest auf, das dem Königspaar vom ungarischen Staat zur Verfügung gestellt worden war.
Auch der letzte Monarch der Donaumonarchie, Kaiser Karl I., wurde 1916 als Karl IV. in Budapest feierlich zum König von Ungarn gekrönt. Nach seinem Rückzug aus den Staatsgeschäften am 13. November 1918 verhinderte Reichsverweser Miklós Horthy 1921 zwei Versuche Karls IV., die Staatsgeschäfte wieder zu übernehmen. Ungarn blieb bis 1944 ein Königreich ohne König.

### Ende des Ausgleichs
Die ungarische Regierung kündigte mit Genehmigung durch König Karl IV. (von Ungarn) Mitte Oktober 1918 den Ausgleich auf. Formell außer Kraft trat er am 31. Oktober 1918. Damit war die Tätigkeit der Delegationen ebenso obsolet geworden wie dadurch, dass Cis- und Transleithanien ab Ende Oktober zerfielen. Praktisch war der Ausgleich zu diesem Zeitpunkt durch das in den Tagen zuvor erfolgte Ausscheiden Böhmens, Mährens, Galiziens, der Untersteiermark, Krains, des Küstenlandes und Dalmatiens aus dem österreichischen Staatsverband und Kroatiens aus dem ungarischen Staatsverband bereits obsolet geworden.
Gemeinsame Einrichtungen wie der Ministerrat blieben noch formell bis 2. November 1918 in Kraft.